# Arnold Lobel
Arnold Stark Lobel (* 22. Mai 1933 in Los Angeles; † 4. Dezember 1987 in New York City) war ein US-amerikanischer Kinderbuchautor und Illustrator. Er gilt als einer der bedeutendsten Kinderbuchautoren der USA im 20. Jahrhundert.

## Leben
Arnold Lobel wurde als Sohn von Joseph und Lucille Lobel geboren, wuchs jedoch bei seinen Großeltern auf, die mit ihm zusammen in Schenectady, US-Bundesstaat New York, lebten. Er war schon als Kind häufig krank und musste längere Krankenhausaufenthalte absolvieren. In dieser Zeit entdeckte er sein Talent für das Zeichnen und karikierte oftmals Lehrer im Unterricht, was dem Jungen, der oft fehlte, eine gewisse Wertschätzung bei seinen Mitschülern einbrachte. Er zog nach New York City und besuchte das Pratt Institute, wo er Kunst und Zeichnen studierte. Seinen Abschluss als Bachelor of Fine Arts machte er im Jahr 1955. Im selben Jahr lernte er seine Frau Anita Lobel kennen, mit der er zwei Kinder hatte. Sie wurde später selbst eine bekannte Kinderbuchautorin und Illustratorin wie ihr Mann.
1962 erschien sein erstes eigenes Kinderbuch A Zoo for Mister Muster, danach produzierte er bis zu seinem Tode weit mehr als 100 Kinderbücher, die er alle selbst illustrierte. Weitere 30 Bücher befreundeter Autoren wie Charlotte Zolotow, Judith Viorst oder Jean Van Leeuwen wurden von ihm bebildert. Die bekanntesten Bücher waren die der Serie Frog and Toad (Frosch und Kröte), die ihn in den gesamten USA und darüber hinaus bekannt machten und in vielen Auflagen erschienen. Viele seiner Werke wurden auch ins Deutsche übersetzt.
Eine tiefe Freundschaft verband ihn mit dem deutschen, in den USA wirkenden Schauspieler Mathew Anden.
Arnold Lobel war schwul. Sein Coming-out gegenüber seiner Familie hatte er im Jahr 1974.
Lobel starb an Herzproblemen, die im Zusammenhang mit seiner AIDS-Erkrankung standen.

## Werke (Auswahl)
- A Zoo for Mister Muster, 1962, HarperCollins.
- Frog and Toad Are Friends, 1970, HarperCollins.
- Frog and Toad Together, 1972, HarperCollins.
- Frog and Toad All Year, 1976, HarperCollins.
- Mouse Tales, 1978, HarperCollins.
- Days with Frog and Toad, 1979, HarperCollins.
- Fables, 1980, HarperCollins.
- Whiskers and Rhymes, 1986, Lyrik.
- Owl at Home, 1987, HarperCollins.
- Grasshopper on the Road, 1987, HarperCollins.
- Uncle Elephant, 1987, HarperCollins.
- The Rose in My Garden (Gartenbuch, zusammen mit seiner Frau), 1993, posthum, Mullberry Books.

## Auszeichnungen (Auswahl)
- 1981: Caldecott Medal in Gold für „Fables“